# Dmitriý Korž
Dmitriý Mihaýlowiç Korž, ros. Дмитрий Михайлович Корж, Dmitrij Michajłowicz Korż (ur. 29 października 1971, Turkmeńska SRR) – turkmeński piłkarz, grający na pozycji obrońcy, trener piłkarski.

## Kariera piłkarska

### Kariera klubowa
W 1989 rozpoczął karierę piłkarską w klubie Köpetdag Aszchabad. Od 1996 występował w klubach Urałan Elista, Łokomotiw Czyta, Nisa Aszchabad, Ełektron Romny, Naftowyk-Ukrnafta Ochtyrka, Nebitçi Balkanabat i Şagadam Turkmenbaszy. W 2005 wrócił do Köpetdagu, w którym zakończył karierę piłkarza.

### Kariera reprezentacyjna
W latach 1992–1999 bronił barw reprezentacji Turkmenistanu.

## Kariera trenerska
Po zakończeniu kariery piłkarza rozpoczął pracę szkoleniowca. W 2009 stał na czele klubu Bagtyýarlyk-Lebap Türkmenabat. Od 2015 pomaga trenować Altyn Asyr Aszchabad. W wielu meczach występuje jako główny trener klubu.

## Sukcesy i odznaczenia

### Sukcesy piłkarskie
Köpetdag Aszchabad
- wicemistrz strefy 9 Wtoroj ligi ZSRR: 1991
- mistrz Turkmenistanu: 1992, 1993, 1994, 1995
- zdobywca Pucharu Turkmenistanu: 1993, 1994, 2001
- finalista Pucharu Turkmenistanu: 1995

Nisa Aszchabad
- mistrz Turkmenistanu: 1999
- zdobywca Pucharu Turkmenistanu: 1998

### Odznaczenia
- tytuł Mistrza Sportu